# Coppa del Re 2007 (hockey su pista)
La Coppa del Re 2007 è stata la 64ª edizione della principale coppa nazionale spagnola di hockey su pista. La competizione ha avuto luogo con la formula della final eight dal 1º al 4 marzo 2007 presso il Poliderpotivo Laporta di Alcoy. 
Il trofeo è stato conquistato dal Barcellona per la diciassettesima volta nella sua storia superando in finale il Reus Deportiu.

## Squadre partecipanti
Le squadre qualificate sono le prime otto classificate al termine del girone di andata dell'OK Liga 2007-2008.
| Club            | Qualificazione                             |
| --------------- | ------------------------------------------ |
| Barcellona      | 1º posto nel girone di andata dell'Ok Liga |
| Reus Deportiu   | 2º posto nel girone di andata dell'Ok Liga |
| Noia            | 3º posto nel girone di andata dell'Ok Liga |
| Liceo La Coruña | 4º posto nel girone di andata dell'Ok Liga |
| Vic             | 5º posto nel girone di andata dell'Ok Liga |
| Vilanova        | 6º posto nel girone di andata dell'Ok Liga |
| Blanes          | 7º posto nel girone di andata dell'Ok Liga |
| PAS Alcoy       | 8º posto nel girone di andata dell'Ok Liga |

## Risultati

### Quarti di finale
| Squadra 1       | Risultato | Squadra 2 |
| --------------- | --------- | --------- |
| 1º marzo 2007   |           |           |
| Reus Deportiu   | 5 - 2     | Vilanova  |
| Noia            | 5 - 3     | PAS Alcoy |
| 2 marzo 2007    |           |           |
| Barcellona      | 2 - 1     | Vic       |
| Liceo La Coruña | 3 - 1     | Blanes    |

### Semifinali
| Squadra 1     | Risultato | Squadra 2       |
| ------------- | --------- | --------------- |
| 3 marzo 2007  |           |                 |
| Barcellona    | 5 - 2     | Liceo La Coruña |
| Reus Deportiu | 2 - 1     | Noia            |

### Finale
| Alcoy 4 marzo 2007 | Barcellona | 3 – 1 | Reus Deportiu | Poliderpotivo Laporta |